# Steinhöfel
Steinhöfel är en kommun och ort i Tyskland, belägen i Landkreis Oder-Spree i förbundslandet Brandenburg, omkring 8 km öster om staden Fürstenwalde/Spree och 57 km öster om centrala Berlin. Kommunen bildades genom sammanslutningar 2001 och 2003 av sammanlagt elva mindre kommuner i området. Kommunen ingår sedan den 1 januari 2019 i kommunalförbundet Amt Odervorland tillsammans med kommunerna Berkenbrück, Briesen (Mark) och Jacobsdorf.
Orten Steinhöfel är mest känd för sitt 1700-talsslott, som idag drivs som hotell, och den tillhörande stora slottsparken.

## Administrativ indelning
Steinhöfels kommun indelas i tolv orter med status av kommundelar (Ortsteile). De var alla tidigare kommuner som gick samman 1974, 2001 och 2003.
- Arensdorf (2001)
- Beerfelde (2001)
- Buchholz (2003)
- Demnitz (2003)
- Gölsdorf (1974)
- Hasenfelde (2001)
- Heinersdorf (2001)
- Jänickendorf (2001)
- Neuendorf im Sande (2003)
- Schönfelde (2001)
- Steinhöfel (2001)
- Tempelberg (2001)